# エスカリバーダ

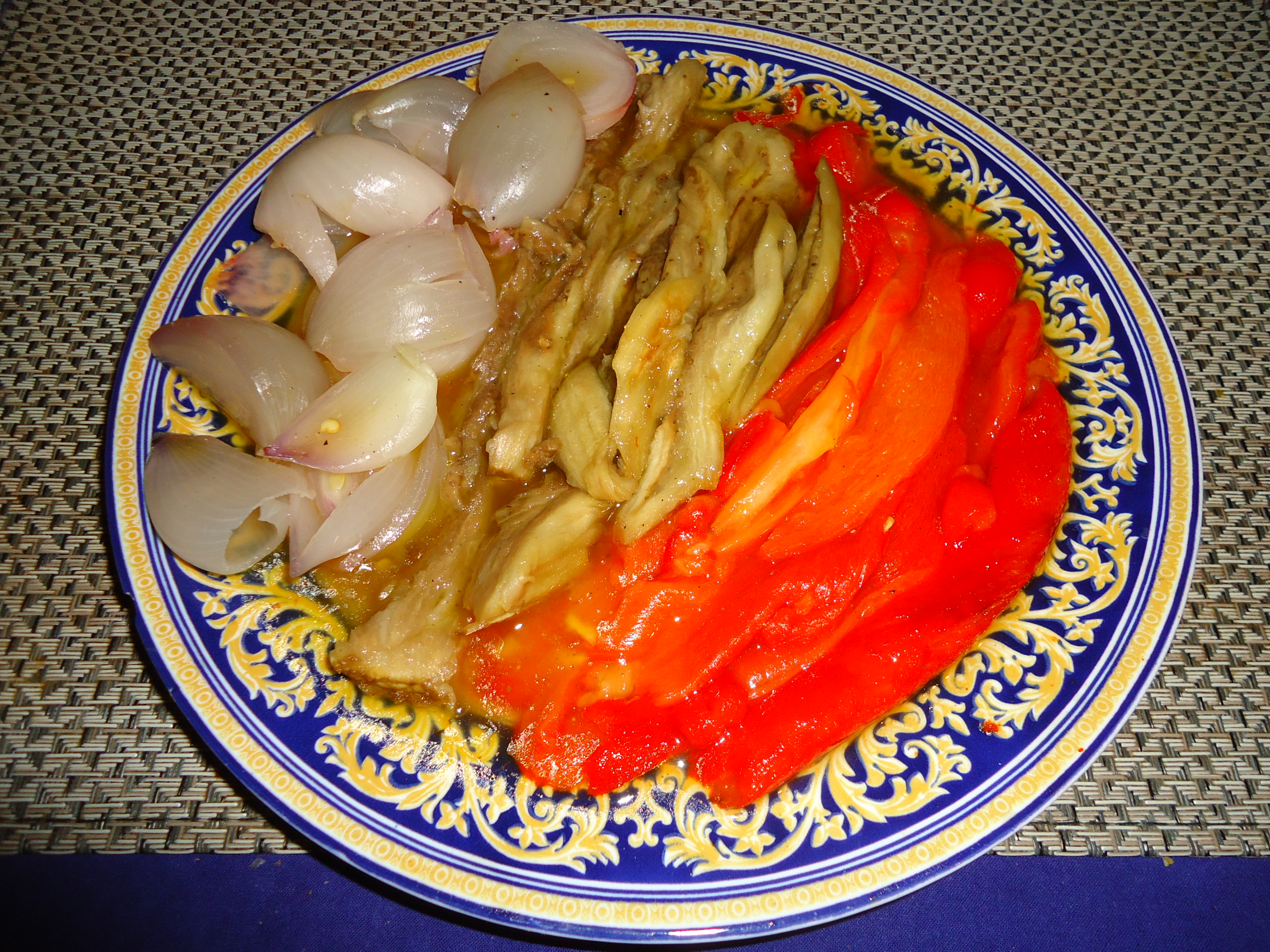
エスカリバーダの例

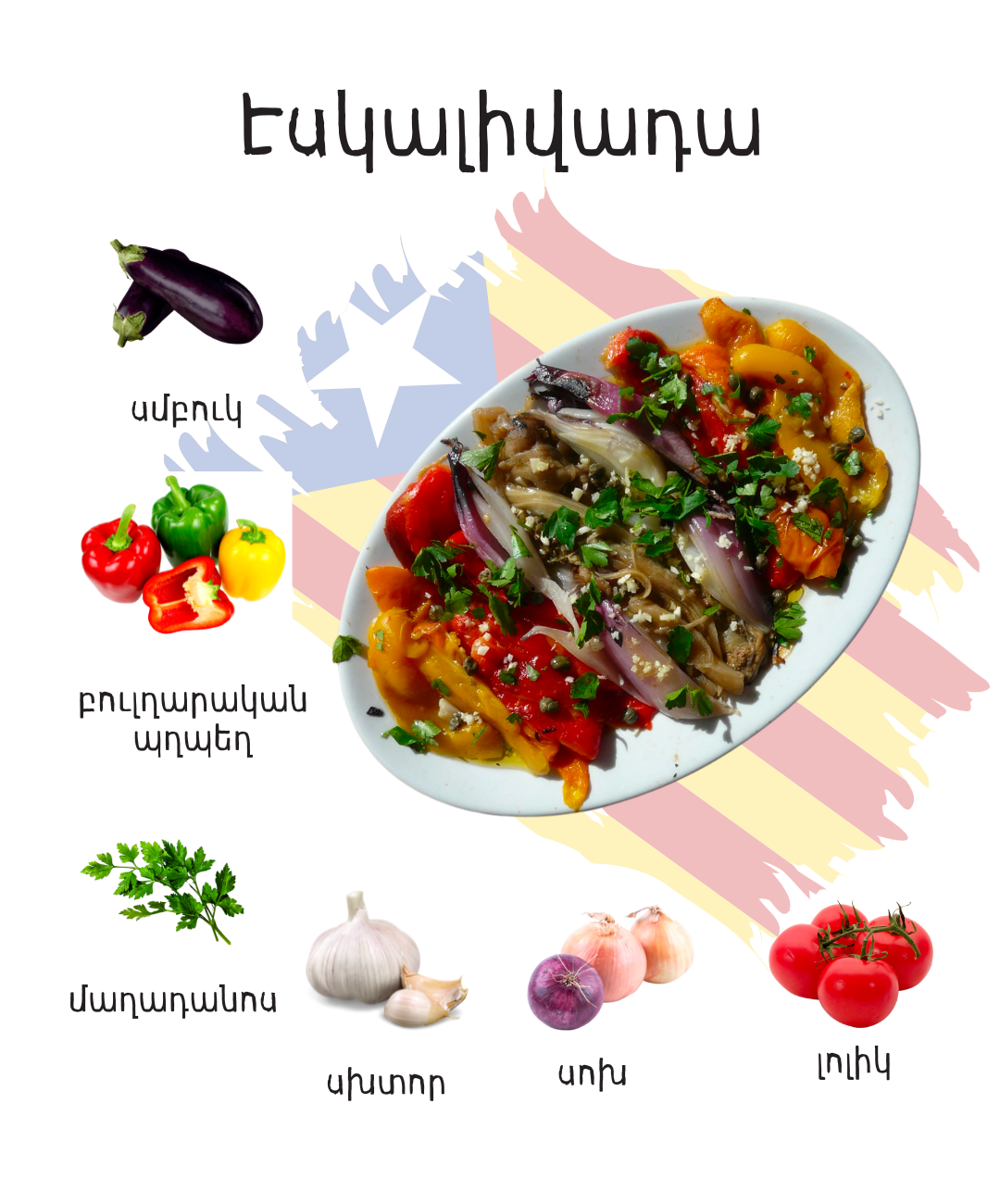
エスカリバーダの食材例

エスカリバーダ、エスカリバダ、エスカリヴァダ（スペイン語: escalivada、スペイン語: escalibada、カタルーニャ語: escalivar）はスペインのカタルーニャ料理の1つ。日本では「焼き野菜」、「野菜ロースト」、「焼き野菜サラダ」などと説明される。
ピーマン、パプリカ、ナス、長ネギ、トマト、タマネギといった野菜を焼いて、オリーブオイルに漬けてマリネにしたり、食べる際に塩とオリーブオイルで調味する。